# Pointe Croux
La Pointe Croux (4.023 m s.l.m.) è una montagna del Massiccio del Monte Bianco.
È inserita nella lista secondaria delle Vette alpine superiori a 4000 metri.

## Caratteristiche
La Pointe Croux si eleva lungo la cresta ovest che si diparte dalla vetta dell'Aiguille Verte.

## Bivacchi
- Rifugio della Charpoua - 2841 m
- Bivacco dei Rognon des Dru - 2757 m